# Bienna Jets
Die Bienna Jets sind ein Schweizer American-Football-Verein aus Biel, der im Jahre 1985 aus einer Fusion zwischen den Bienna Bulls und den Grenchen Cowboys gegründet wurde. Momentan spielen sie in der Nationalliga B, was der zweithöchsten Spielklasse entspricht.

## Geschichte
1983 beschloss eine Handvoll Footballverrückter den Sport nicht mehr nur am TV zu verfolgen und gründeten eine der ersten American-Football-Mannschaften der Schweiz. Ursprünglich gedacht für Plauschspiele und -turniere, waren sie 1985 nach der Fusion Gründungsmitglied der SFL (Swiss Football League). Nach fast drei Jahrzehnten mit vielen Höhen und Tiefen sind die Bienna Jets eine Footballgrösse in der Schweiz und von der ansässigen Footballszene nicht mehr wegzudenken.

## Spiele und Resultate der Bienna Jets in der NLB/2011
Aufstiegsspiel:
| Bienna Jets | Basel Meanmachine | 40 - 34 |

Regular Season:
| Fribourg Cardinals      | Bienna Jets             | 6 - 48  |
| Bienna Jets             | Thun Tigers             | 50 - 6  |
| Bienna Jets             | Luzern Lions            | 42 - 8  |
| Winterthur Warriors     | Bienna Jets             | 13 - 48 |
| Bienna Jets             | Fribourg Cardinals      | 48 - 0  |
| LUC Université Lausanne | Bienna Jets             | 8 - 24  |
| Thun Tigers             | Bienna Jets             | 26 - 42 |
| Luzern Lions            | Bienna Jets             | 36 - 44 |
| Bienna Jets             | Winterthur Warriors     | 20 - 28 |
| Bienna Jets             | LUC Université Lausanne | 42 - 0  |

## Chronologie der gespielten Saisons

### 2011
Mit wiederum nur einer Niederlage, als Tabellenerster und mit dem Pokal für den NLB-Meister in der Tasche, geht man an das Aufstiegsspiel gegen die im Vorjahr aufgestiegenen Basel Meanmachine. Bei einem spannenden Spiel, welches mehr als nur NLA-würdig war, gewannen die Jets mit 40:34.

### 2010
Eine Niederlage während der ganzen Saison, Tabellenleader der Regular Season und NLB-Meister. Dennoch unterliegen die Jets im Play-off-Final der NLB gegen die zweitplatzierten Basel Meanmachine. Ebendiese gewannen danach das Aufstiegsspiel gegen die Winterthur Warriors, welche die Saison 2011 nun mit den Bienna Jets in der NLB bestritten.

### 2009
Die Jets erreichen den 2. Qualifikationsplatz und  unterliegen erneut im NLB-Final, diesmal den Gladiators beider Basel.

### 2008
Die zweite Saison in der NLB wurde erstmals mit den zwei neuen Headcoaches Spiropolous (CAN) und Brooks (USA) absolviert. Das Konzept geht auf, nur mit Schweizer Spielern wird die Regular Season gewonnen. Der Final wird allerdings nach einer denkwürdigen Leistung knapp mit 20:21 gegen die Geneva Seahawks verloren und die Jets werden die Saison 09 erneut in der NLB bestreiten müssen.
Die Junioren manifestieren sich erstmals seit langer Zeit wieder im Mittelfeld, diesmal in der erstmals ausgetragenen Einheitsliga, und belegen am Ende den erfreulichen siebten Schlussrang.

### 2007
Die Jets dominierten die NLB nach Belieben, verspielen zwei Tage vor Schluss jedoch die sicher geglaubte Finalteilnahme und den anvisierten Wiederaufstieg in die NLA kläglich.
Der Nachwuchs belegt in einer Gruppe mit lediglich drei Teilnehmern den letzten Platz, ohne einen Punkt zu erzielen.

### 2006
Die Bienna Jets spielen eine ausgeglichene Saison in der NLA, steigen dennoch Ende des Jahres wieder ab. Zwei denkwürdige Niederlagen gegen die Prattelen Gladiators und die Bern Grizzlies waren im Anschluss ausschlaggebend für den Abstieg, nur vier Touchdowns betonierten die bittere Wahrheit.
Der Nachwuchs der Jets ging in der Meisterschaft sang- und klanglos unter und belegte den letzten Platz in der A-Gruppe.
Höhepunkt der Saison war der Besuch von Ben Roethlisberger, Quarterback der Pittsburgh Steelers, beim Swiss Bowl in Bern.

### 2005
Die erste Mannschaft dominierte die NLB und steigt ohne einen Verlustpunkt wieder in die NLA auf.
Die Junioren erreichen die Play-offs und unterliegen dort erneut den Winterthur Warriors, bezwingen aber als einziges Team der Liga den späteren Schweizer Meister Geneva Seahawks.
Im Oktober 2005 feiern die Bienna Jets ihr zwanzigjähriges Bestehen.

### 2004
Auf Grund von Umstrukturierungen und Abgängen im Team wurde die Schlagkraft der Jets so dezimiert, dass sie nach dem vierten Spiel mit fast 30 % an Ausfällen konfrontiert waren und ab diesem Zeitpunkt nur noch 8-Mann-Football spielen konnten. Sie stiegen in die NLB ab. Die Junioren erreichten erstmals den Final, unterlagen dort aber den Winterthur Warriors.

### 2003
Mit der Zunahme an starken US-Imports und dem Spielerpotenzial einiger Teams wird das American Football in der Schweiz attraktiver und professioneller. Das macht dem kleinen Bieler Verein aber dermassen zu schaffen, dass dieser erstmals die Play-offs nicht erreicht, man rettet sich am vorletzten Spieltag aber gegen die Thun Tigers vor dem Abstieg in die NLB.

### 2002
Nur mit viel Glück erreichen die Jets die Play-offs, welche sie dank einer günstigen Spielplankonstellation bereits zwei Spiele vor Ablauf der Qualifikation sichern kann.

### 2001
Die Bienna Jets schlossen die Qualifikation auf dem ersten Platz ab, unterlagen allerdings im ersten Play-off-Spiel den Zürich Renegades.

### 2000
Der Verein erreichte erneut die Play-offs, gegen die aufstrebenden Seaside Vipers unterlagen die Jets aber klar und beendeten die Saison letztendlich auf dem vierten Platz.

### 1999
Die Jets erreichen erstmals die Play-offs nach dem Wiederaufstieg und verlieren gegen die Seaside Vipers.
Die Junioren endeten abgeschlagen auf dem letzten Platz.

### 1998
Die erste Mannschaft belegte den fünften Platz, welcher den Bielern den Verbleib in der NLA sicherte. An einem Turnier mit internationaler Besetzung in Winterthur erreichten die Jets den zweiten Platz hinter dem NLA-Meister Seaside Vipers.
Nach drei Jahren ohne, stellten die Jets wieder eine Juniorenmannschaft, welche in diesem Jahr den sechsten Schlussrang erreichte.

### 1997
Die Jets gewannen in der Folge jedes Spiel und bezwangen im Finale die Lausanne Sharks, sie stiegen nach einer „Perfect Season“ nur zwei Jahre nach dem Abstieg wieder in die NLA auf. Im erstmals ausgetragenen Schweizer Cup unterlagen die Bieler nur dem NLA-Meister und Euro-Cup-Sieger Seaside Vipers hauchdünn im Finale in Winterthur.

### 1996
Nach einer verlustlosen Qualifikation verloren die Bienna Jets gegen die Prattelen Gladiators im NLB-Final. Das Aufstiegsspiel gegen den Zweitletzten der NLA, die Zürich Renegades, geht ebenfalls verloren. Als kleines Trostpflaster gewannen die Jets immerhin das Dreiländerturnier in Freiburg (D).

### 1995
Die Bienna Jets erreichten erneut die Play-offs, unterlagen jedoch dieses Mal gegen die St. Gallen Vipers in der ersten Runde. Da der Verein keine Juniorenmannschaft für das folgende Jahr stellen konnte, musste dieser aufgrund einer Regel bezüglich des Juniorenobligatoriums am grünen Tisch wieder in die NLB absteigen, welche ab 1996 wieder bestand.

### 1994
NLA und NLB wurden wieder zusammengelegt. In der wieder eingeführten Einerliga erreichten die Jets die Play-offs, unterlagen aber bereits in der ersten Runde dem diesjährigen Meister Basilisk Meanmachine.
Die Juniorenmannschaft musste mangels Spieler zurückgezogen werden.

### 1993
Die Jets werden wieder Meister in der NLB West. Im zweiten Anlauf gewannen sie auch das Aufstiegsspiel, dieses Mal hiess der Gegner allerdings Zürich Renegades.
Die Juniorenmannschaft erreichten als kleines Plaisierchen in ihrer ersten Saison den dritten Platz in der Endabrechnung.

### 1992
Quasi auf Anhieb werden die Jets Meister in der NLB West, unterlagen dann aber den Bülach Giants im Aufstiegsspiel.
Parallel zur ersten Mannschaft wird in diesem Jahr mit dem Aufbau einer Juniorenmannschaft begonnen.

### 1991
Die Bienna Jets starteten einen sportlichen Neuanfang und bestritten die Saison mit vielen Rookies. Es war deshalb keine grosse Überraschung, dass der Verein nur vier Jahre nach der Einführung einer zweiten Liga am Ende der Saison in die Nationalliga B (NLB) absteigen musste.

### 1990
Nach einer durchzogenen Saison belegten die Jets den letzten Platz. Nur dank eines Siegs in der Relegation verbleiben die Jets in der NLA.

### 1989
Nach zahlreichen Abgängen des Finalteams von 1988 belegten die Bienna Jets am Ende der Saison letztendlich nur den siebten Schlussrang.

### 1988
Die Aufnahme von neugegründeten Teams führte zur Einführung von nunmehr zwei Ligen, der Nationalliga A und Nationalliga B. Die Jets erreichten in der Nationalliga A (NLA) erstmals den Final, unterliegen dort aber den Zürich Renegades.

### 1987
Die Bienna Jets erreichten den 4. Platz in der Schweizer Meisterschaft.

### 1986
Der hiesige Verband änderte seinen Namen von SFL in Schweizerischer American Football Verband (SAFV). Die Jets belegten am Ende der Saison den dritten Qualifikationsplatz.

### 1985
Nach der Fusion nahm der neu entstandene Verein erstmals am Raiders Bowl in St. Gallen teil.